# Sara Vrugt

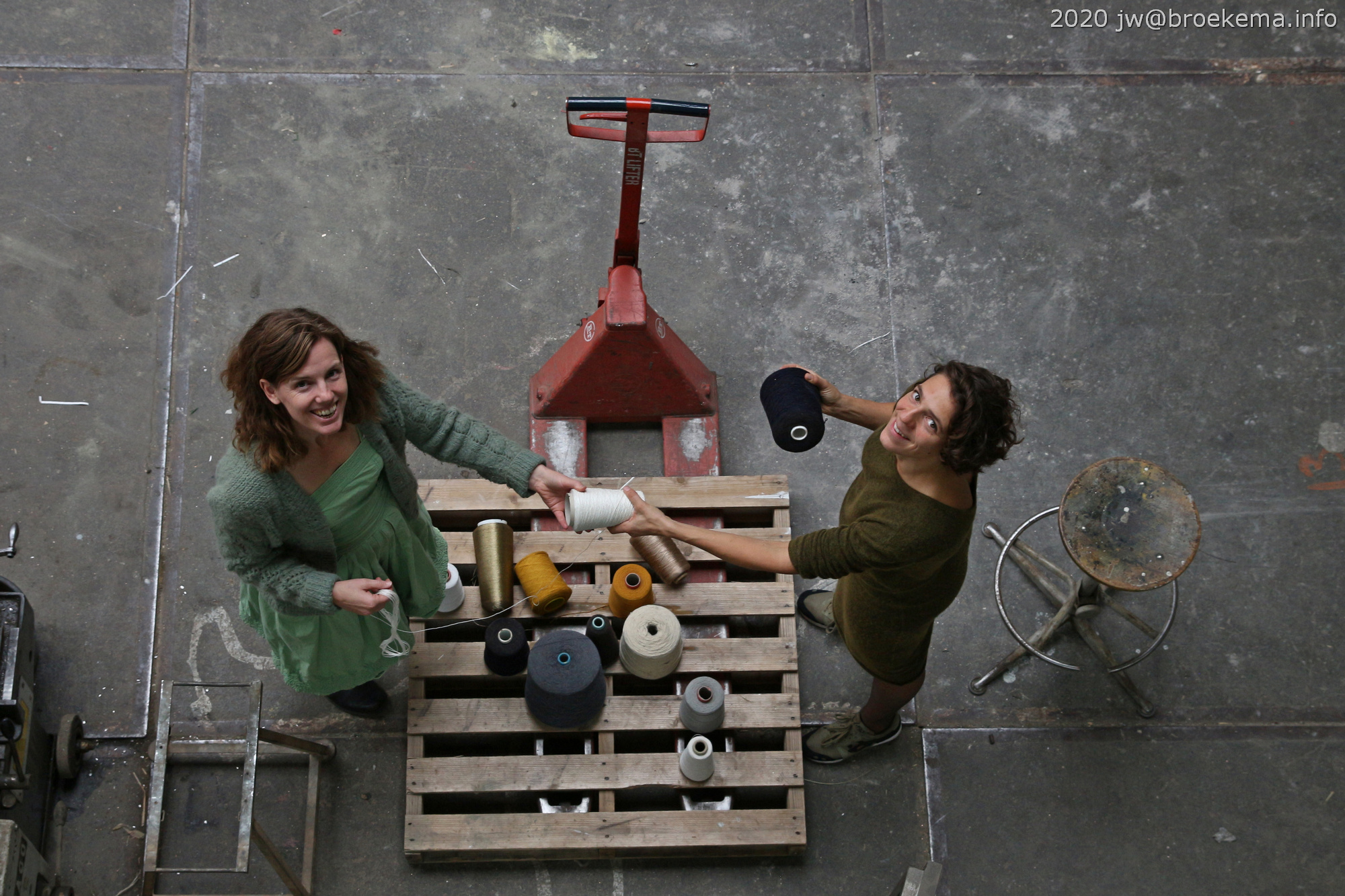
Sara Vrugt en Nina Mathijsen bij Art in het Singelpark, 2020 in Leiden

Sara Vrugt (Amsterdam, 1981) is een Nederlands beeldend kunstenaar, gevestigd in Den Haag

## Biografie
In 2006 is Vrugt afgestudeerd aan de Koninklijke Academie van Beeldende Kunsten in Den Haag in de richting van Textiel en Mode. In 2017 rondde ze de master 'Reinventing Daily Life' af aan het Sandberg Instituut in Amsterdam.
Grootschalige, gemeenschappelijke (borduur)projecten vormen hoofdzakelijk het werkterrein van Vrugt. Haar werken zijn een vorm van 'craftivism', waarbij ze naar eigen zeggen ze kunst inzet als een milde vorm van activisme. Participatie en uitwisseling spelen een grote rol in haar werk. Bijna in al haar werken probeert ze de toeschouwer participant van het werk te maken en met een open blik de wereld naar de wereld te laten kijken. Het leven begrijpen kan volgens Vrugt immers beter door de wisselwerking met anderen. 
Haar werk is onder andere tentoongesteld in het Van Eesteren Museum, de Lakenhal, Museum Panorama Mesdag, het Stadsmuseum in Woerden, Stedelijk Museum Schiedam en De Oude Kerk.
Artikelen over haar werk verschenen onder andere in NRC en Trouw.

### Honderdduizend bomen en een bos van draad
Eén van haar projecten betreft 'Honderdduizend bomen en een bos van draad'. In 2020 werkte Vrugt op verschillende locaties samen met meer dan 1000 vrijwilligers aan een geborduurd bos van honderd vierkante meter. Op deze manier wilde Vrugt mensen bewuster maken van de natuur. Tijdens het borduren vertelden de betrokkenen persoonlijke verhalen over hun belevenissen met de natuur en ontstonden vele uitwisselingen. Ook zette ze het project in als een manier om echte bomen te planten. Met het geld van donateurs werden in 2022 99.000 bomen gepland in de tropen. De overige 1000 bomen worden in Nederland gepland. Een klein deel hiervan vond een plaats in Den Haag in het Spiraalbos, een bosje vol kruiden, struiken, heesters en bomen in Wijkpark de Verademing. 